# París-Tours 1996
La París-Tours 1996 fue la 90.ª edición de la clásica París-Tours. Se disputó el 6 de octubre de 1996 y el vencedor final fue el italiano Nicola Minali del equipo Gewiss-Playbus, repitiendo la victoria del año anterior.
Era la novena cursa de la Copa del Mundo de ciclismo de 1996.

## Clasificación general
|    | Ciclista          | Equipo                  | Tiempo     |
| -- | ----------------- | ----------------------- | ---------- |
| 1  | Nicola Minali     | Gewiss-Playbus          | 5h 38' 55" |
| 2  | Tom Steels        | Mapei-GB                | m. t.      |
| 3  | Giovanni Lombardi | Polti                   | m. t.      |
| 4  | Tristan Hoffman   | TVM                     | m. t.      |
| 5  | Laurent Jalabert  | ONCE                    | m. t.      |
| 6  | Michele Bartoli   | MG Maglificio-Technogym | m. t.      |
| 7  | Andrea Ferrigato  | Roslotto-ZG Mobili      | m. t.      |
| 8  | Pascal Chanteur   | Casino                  | m. t.      |
| 9  | Giuseppe Citterio | Aki-Gipiemme            | m. t.      |
| 10 | Lars Michaelsen   | Festina-Loto            | m. t.      |